# Okręgi wojskowe Imperium Rosyjskiego
Okręgi wojskowe Imperium Rosyjskiego – okręgi wojskowe zorganizowane i funkcjonujące na terenie Imperium Rosyjskiego .

## Okręgi wojskowe
- Petersburski Okręg Wojskowy (ros. Санкт-Петербургский военный округ, od sierpnia 1864 do sierpnia 1914)
- Finlandzki Okręg Wojskowy (ros. Финляндский военный округ, od 08.1864 do 1905, kiedy to został włączony do Petersburskiego Okręgu Wojskowego)
- Ryski Okręg Wojskowy (ros. Рижский военный округ, od 08.1864 do 26 września 1870, kiedy to został włączony do Wileńskiego Okręgu Wojskowego, a w części – do Petersburskiego Okręgu Wojskowego)
- Wileński Okręg Wojskowy (ros. Виленский военный округ, od  lipca 1862 do lipca 1914)
- Warszawski Okręg Wojskowy (ros. Варшавский военный округ, od lipca 1862 do lipca 1914, kiedy to po wycofaniu się z Warszawy utworzono Miński Okręg Wojskowy)
- Kijowski Okręg Wojskowy (ros. Киевский военный округ, od lipca 1862)
- Odeski Okręg Wojskowy (ros. Одесский военный округ, od grudnia 1862)
- Charkowski Okręg Wojskowy (ros. Харьковский военный округ, od 08.1864 do 1888, kiedy to został rozdzielony i włączony do Kijowskiego i Moskiewskiego Okręgu Wojskowego)
- Moskiewski Okręg Wojskowy (Imperium Rosyjskie) (ros. Московский военный округ, od sierpnia 1864)
- Kazański Okręg Wojskowy (ros. Казанский военный округ, od sierpnia 1864)
- Kaukaski Okręg Wojskowy (ros. Кавказский военный округ, od 08.1865, od 1881 razem z obwodem zakaspijskim do 1890)
- Orenburski Okręg Wojskowy (ros. Оренбургский военный округ, od 08.1865 do 1881, kiedy to został włączony do Kazańskiego Okręgu Wojskowego)
- Zachodnio-Syberyjski Okręg Wojskowy (ros. Западно-Сибирский военный округ, od 08.1865, po utworzeniu w 1882 obwodu siemirieczeńskiego został przemianowany na Omski Okręg Wojskowy)
- Wschodnio-Syberyjski Okręg Wojskowy  (ros. Восточно-Сибирский военный округ, od 08.1865 do 1884, kiedy to został rozdzielony na Irkucki i Nadamurski Okręgi Wojskowe)
- Turkiestański Okręg Wojskowy (ros. Tуркестанский военный округ, od 07.1867; od 1899 obejmował obwód zakaspijski)
- Obwód Wojska Dońskiego (ros. область войска Донского.
- Omski Okręg Wojskowy (ros. Омский военный округ, od 1882 do 1899, kiedy to wraz z Irkuckim OW utworzył Syberyjski Okręg Wojskowy i ponownie po rozdzieleniu od 1906)
- Irkucki Okręg Wojskowy  (ros. Иркутский военный округ, od 1884 do 1899, kiedy to wraz z Omskim OW utworzył Syberyjski Okręg Wojskowy i ponownie po rozdzieleniu od 1906)
- Nadamurski Okręg Wojskowy (ros. Приамурский военный округ, od 1884)
- Obwód zakaspijski (ros. Закаспийская область, w Kaukaskim OW do 1890, dalej do 1899 z Zarządem jak OW, następnie włączona do Turkiestańskiego OW)
- Syberyjski Okręg Wojskowy (ros. Сибирский военный округ, od 1899 do 1906 po połaczeniu Omskiego i Irkuckiego Okręgu Wojskowego)
- Obwód kwańtuński (ros. Квантунская область, od 1899 do 1905 zarząd jak OW)
- Dwiński Okręg Wojskowy (ros. Двинский военный округ, od 1914 po rozpoczęciu I wojny światowej do 1918)
- Miński Okręg Wojskowy (ros. Минский военный округ, od 1914 po rozpoczęciu I wojny światowej do 1918)
- Piotrogradzki Okręg Wojskowy (ros. Петроградский военный округ, od 1914 po rozpoczęciu I wojny światowej do 1918)[1] .